# 特雷夫勒河畔雷欧
特雷夫勒河畔雷欧（法語：Réaux sur Trèfle，法語發音：[ʁeo syʁ tʁɛfl]）是法国滨海夏朗德省的一个市镇，属于容扎克区。

## 地名
特雷夫勒河（Trèfle）是流经该地一条河流，其为瑟涅河的右支流；雷欧（Réaux）则是该市镇的前身及主体。

## 历史
特雷夫勒河畔雷欧成立于2016年1月1日，由以下三个市镇合并而成：
- 雷欧
- 穆万
- 圣莫里斯-德塔韦尔诺勒（Saint-Maurice-de-Tavernole）

其中雷欧为政府驻地。

## 地理
特雷夫勒河畔雷欧（45°28'41"N, 0°22'23"W）面积20.45 平方千米，位于法国新阿基坦大区滨海夏朗德省，该省份为法国西部滨海省份，北起旺代省，西临大西洋，南至吉倫特省，东南接多爾多涅省，东北接德塞夫勒省接壤，东临夏朗德省。
与特雷夫勒河畔雷欧接壤的市镇（或旧市镇、城区）包括：讷亚克、圣勒里娜、阿尔特纳克、阿拉尚帕尼、默村、尚帕尼亚克、容扎克、圣日耳曼-德吕西尼昂。
特雷夫勒河畔雷欧的时区为UTC+01:00、UTC+02:00（夏令时）。

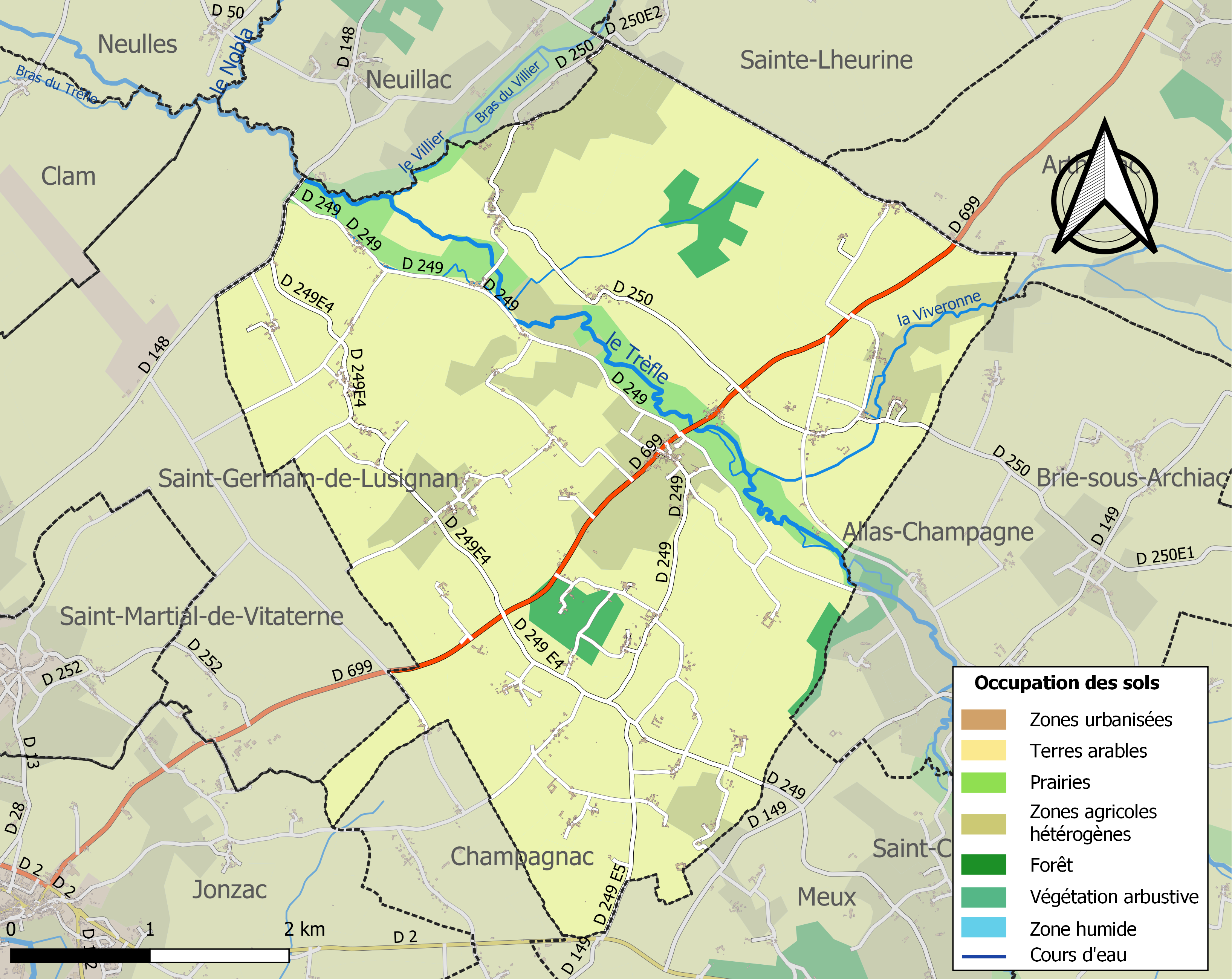
特雷夫勒河畔雷欧的OSM定位图

## 行政
特雷夫勒河畔雷欧的邮政编码为17500，INSEE市镇编码为17295。

## 政治
特雷夫勒河畔雷欧所属的省级选区为容扎克县。

## 人口
特雷夫勒河畔雷欧于2022年1月1日时的人口数量为773人。